# Encyclopedia Griffin
Encyclopedia Griffin é o décimo primeiro episódio da décima terceira temporada da série de televisão norte-americana Family Guy, sendo exibido originalmente na noite de 15 de fevereiro de 2015 pela Fox Broadcasting Company (FOX) nos Estados Unidos. O título é uma paródia da série de livros Encyclopedia Brown.

## Enredo
Peter começa as atividades de sua própria agência de detetives com Cleveland, Joe e Quagmire, que estão chocados ao descobrirem que Chris é um ladrão. Enquanto isso, Lois se preocupa com Chris depois que ele se envolve em um relacionamento delirante.

## Recepção

### Audiência
O episódio foi visto em sua exibição original por 2,51 milhões de telespectadores. Foi o segundo show mais visto da FOX naquela noite, perdendo apenas para o episódio de The Simpsons, My Fare Lady.

### Avaliação Crítica
O Parents Television Council, um órgão crítico de longa data da série, classificou o episódio como "o pior da semana" pela segunda vez consecutiva. A justificativa foi de que os integrantes do conselho não gostaram da forma como a sexualização de crianças é abordada no episódio.